# زمین‌های جشنواره موسیقی تالین

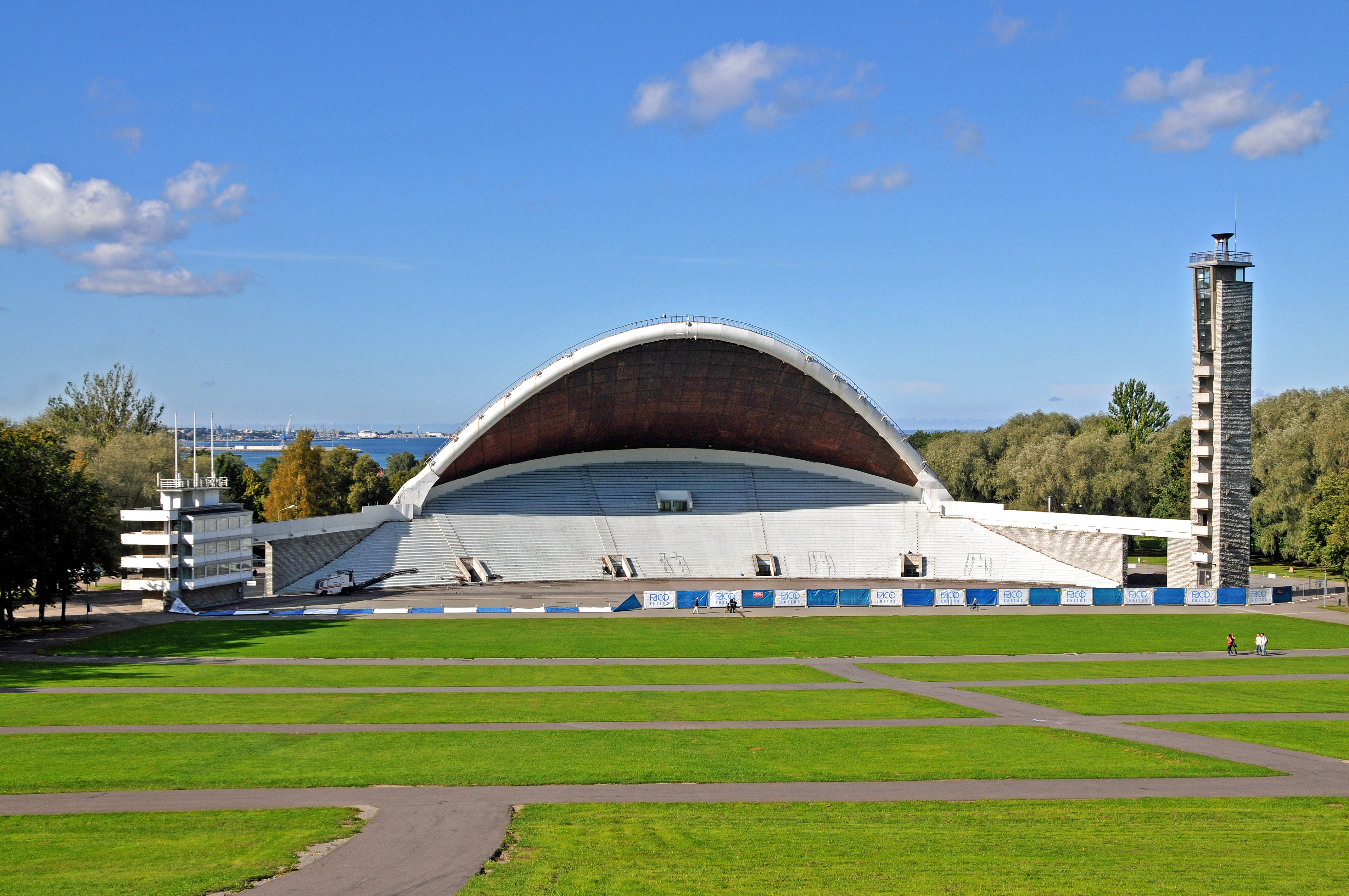
زمین‌های جشنواره موسیقی تالین

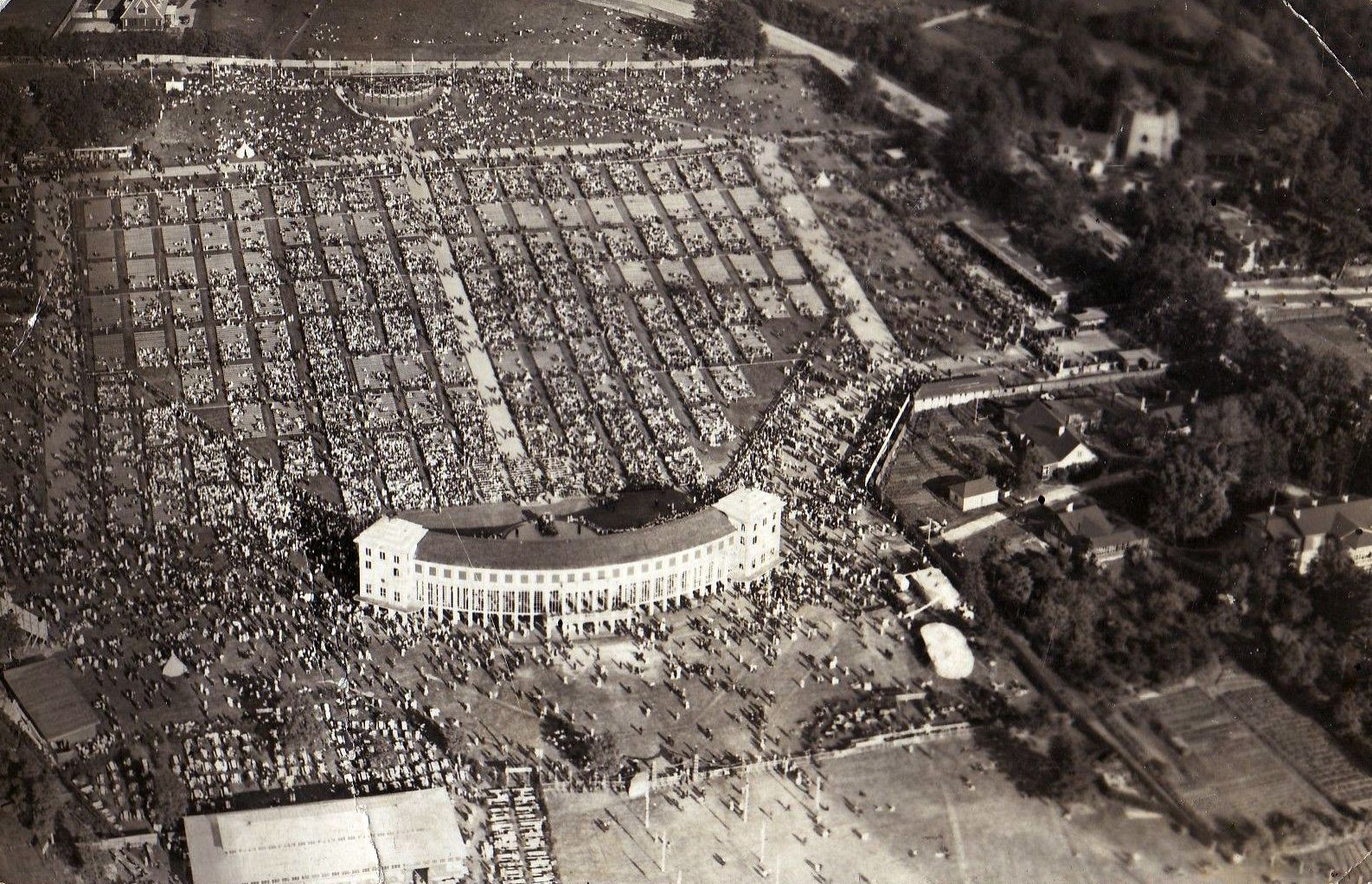
استیج قدیمی در سال ۱۹۲۸

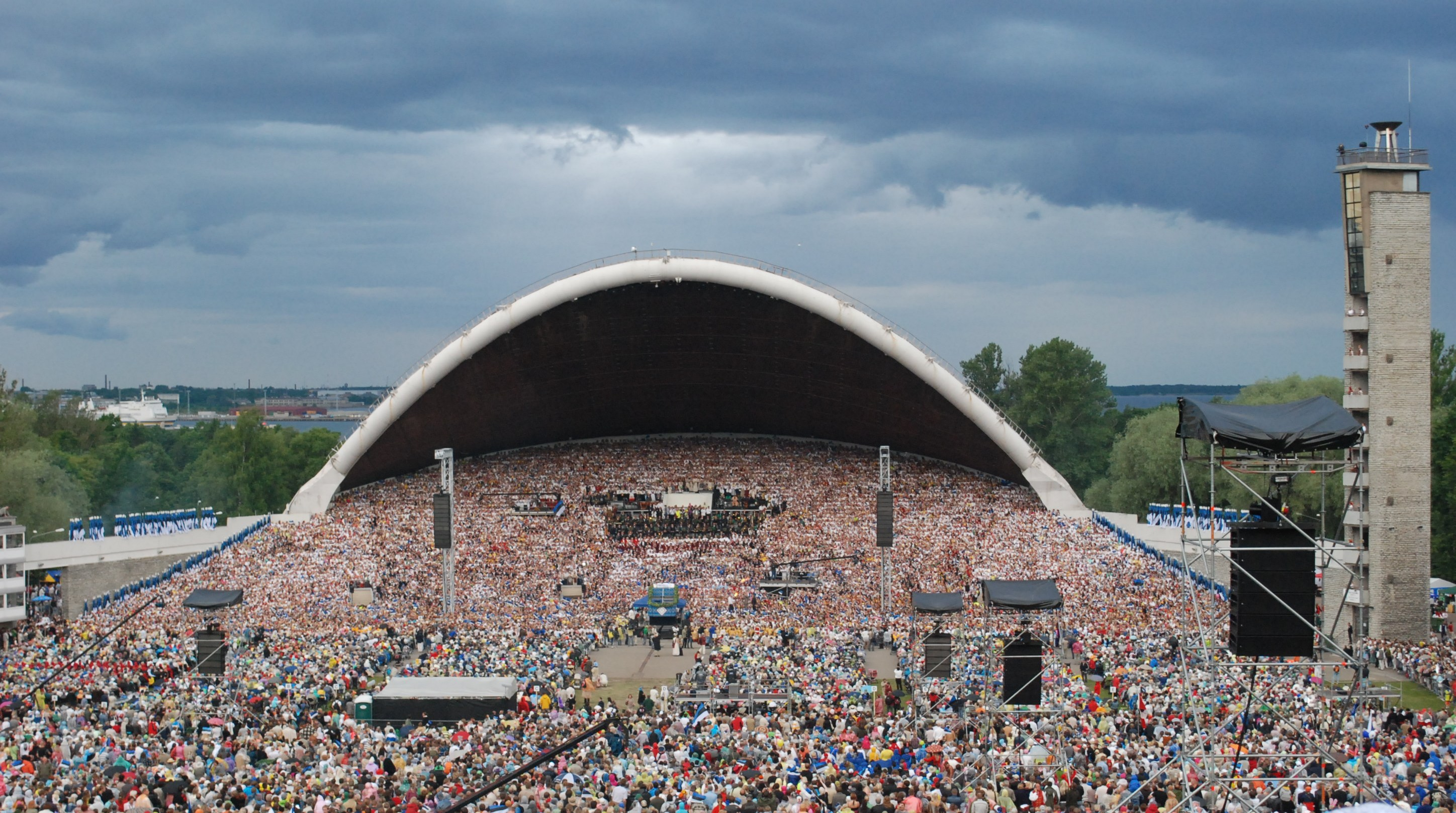
۲۵امین جشنواره موسیقی استونی

زمین‌های جشنواره موسیقی تالین (استونیایی: Lauluväljak) محل برگزاری جشنواره موسیقی استونی هر پنج سال یک بار است.
استیج و صحنه فعلی به صورت قوسی با ارتفاع ۴۲ متری برای جشنواره سال ۱۹۶۰ ساخته شده‌است که ظرفیت ۱۵٬۰۰۰ نفر را دارد، همچنین فضای مجموعه نیز ۸۰٬۰۰۰ نفر ظرفیت دارد.

## افراد مطرح
- مایکل جکسون، تور جهانی هیستوری در ۲۲ اوت ۱۹۹۷.
- تینا ترنر ۱۲ اوت ۲۰۰۰
- رد هات چیلی پپرز ۳۰ ژوئیه ۲۰۱۲
- لیدی گاگا، بورن دیس وای بال در ۲۵ اوت ۲۰۱۲.[۳]

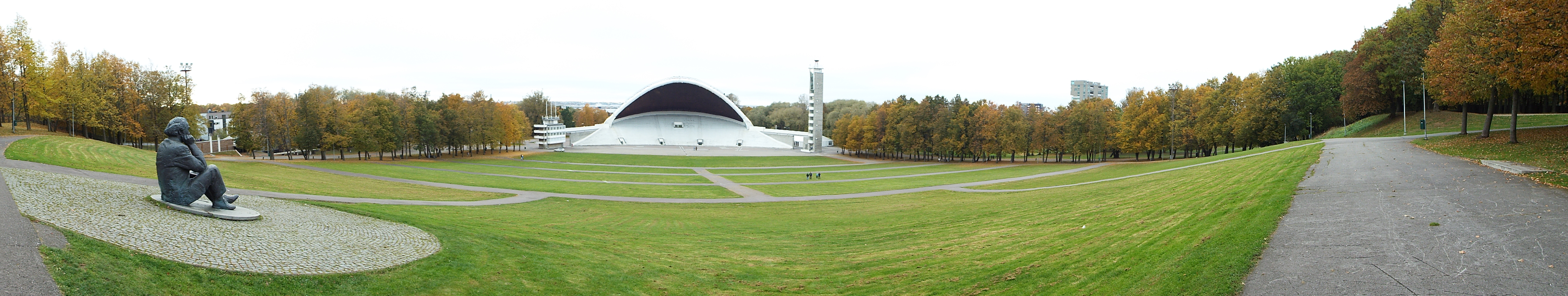
سراسرنمایی از زمین‌های جشنواره موسیقی تالین

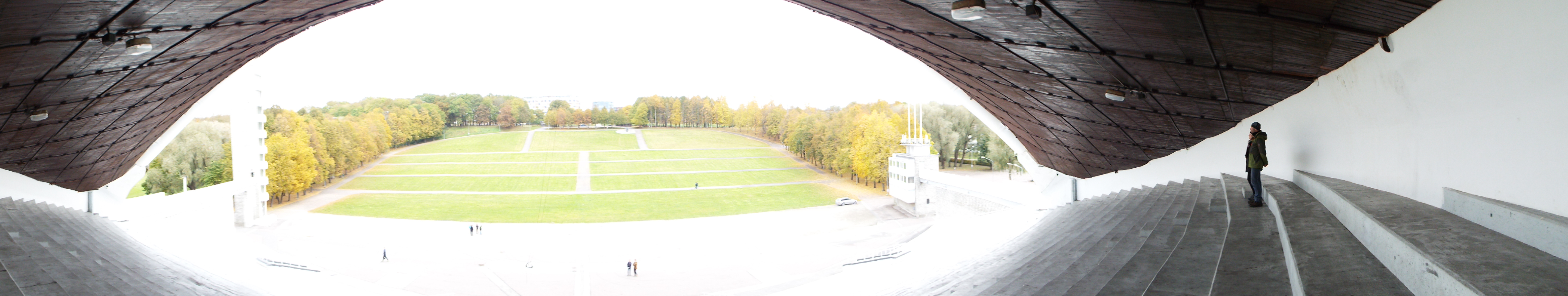
نمایی از استیج

- گرین دی در ۲۵ ژوئیه ۲۰۱۳
- التون جان در ۲۹ ژوئن ۲۰۱۳
- رابی ویلیامز در ۲۰ اوت ۲۰۱۳
- دیوید گتا در ۱۳ ژوئن ۲۰۱۵
- کوئین و آدام لمبرت ۵ ژوئن ۲۰۱۶
- رامشتاین در ۱۱ ژوئن ۲۰۱۷
- گانز ان روزز ۱۶ ٰژوئیه ۲۰۱۸
- بون جووی در ۲ ژوئن ۲۰۱۹